# Noua Britanie

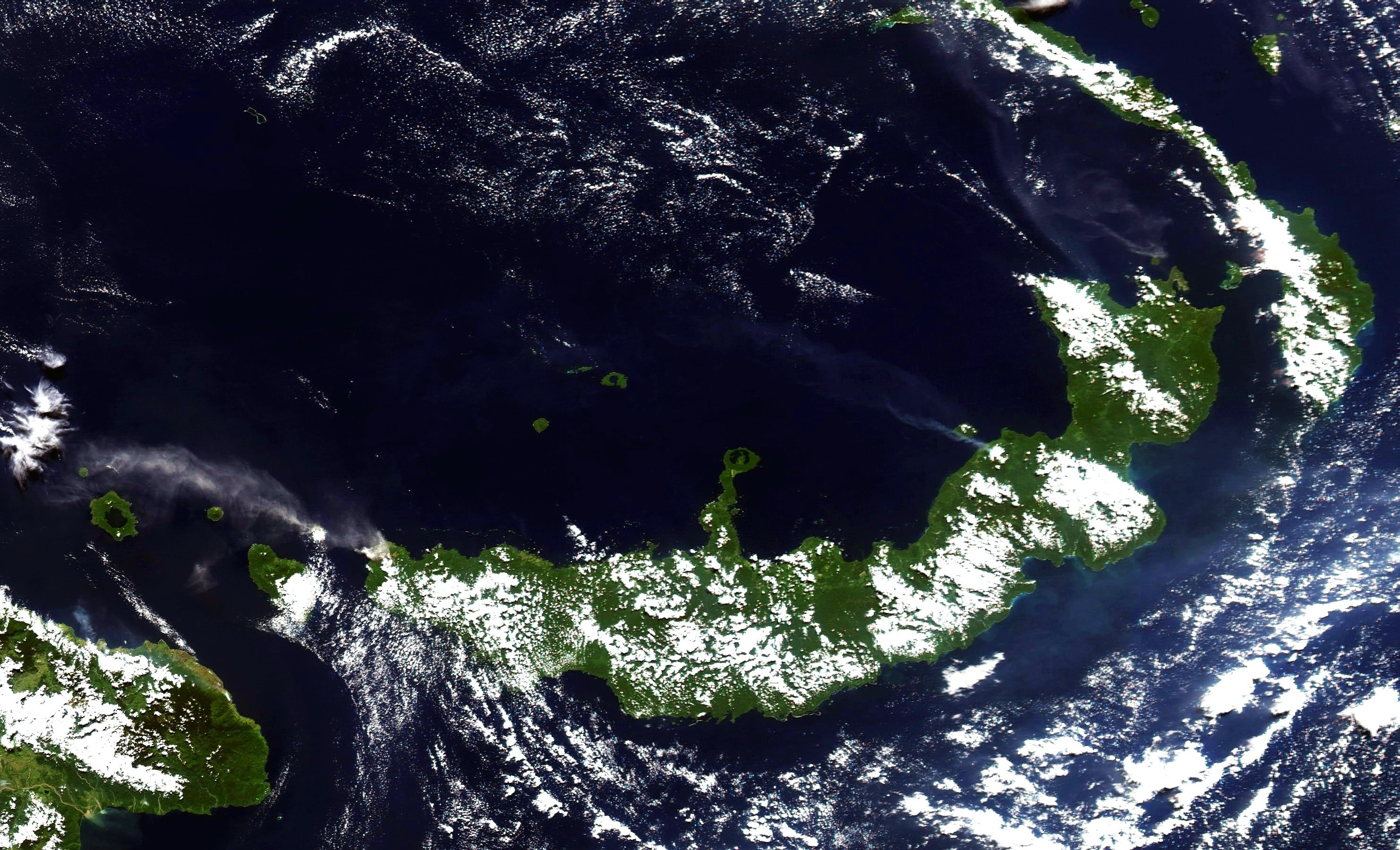

Noua Britanie (New Britain sau  Niu Briten) este cea mai mare insulă din Arhipelagul Bismarck, aparținând statului Papua Noua Guinee. Este separat de insula Noua Guinee prin strâmtorile Dampier și Vitiaz, iar de Noua Irlandă de canalul St. George. Cele mai importante așezări de isula New Britain sunt Rabaul (Kokopo) și Kimbe.
În perioada colonială germană, aceasta era numită Neupommern („Noua Pomeranie”).

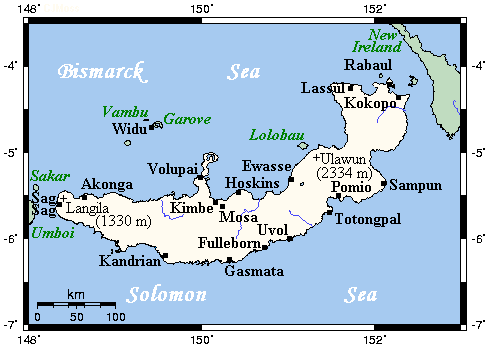
Noua Britanie, cu vulcani și orașe selectate

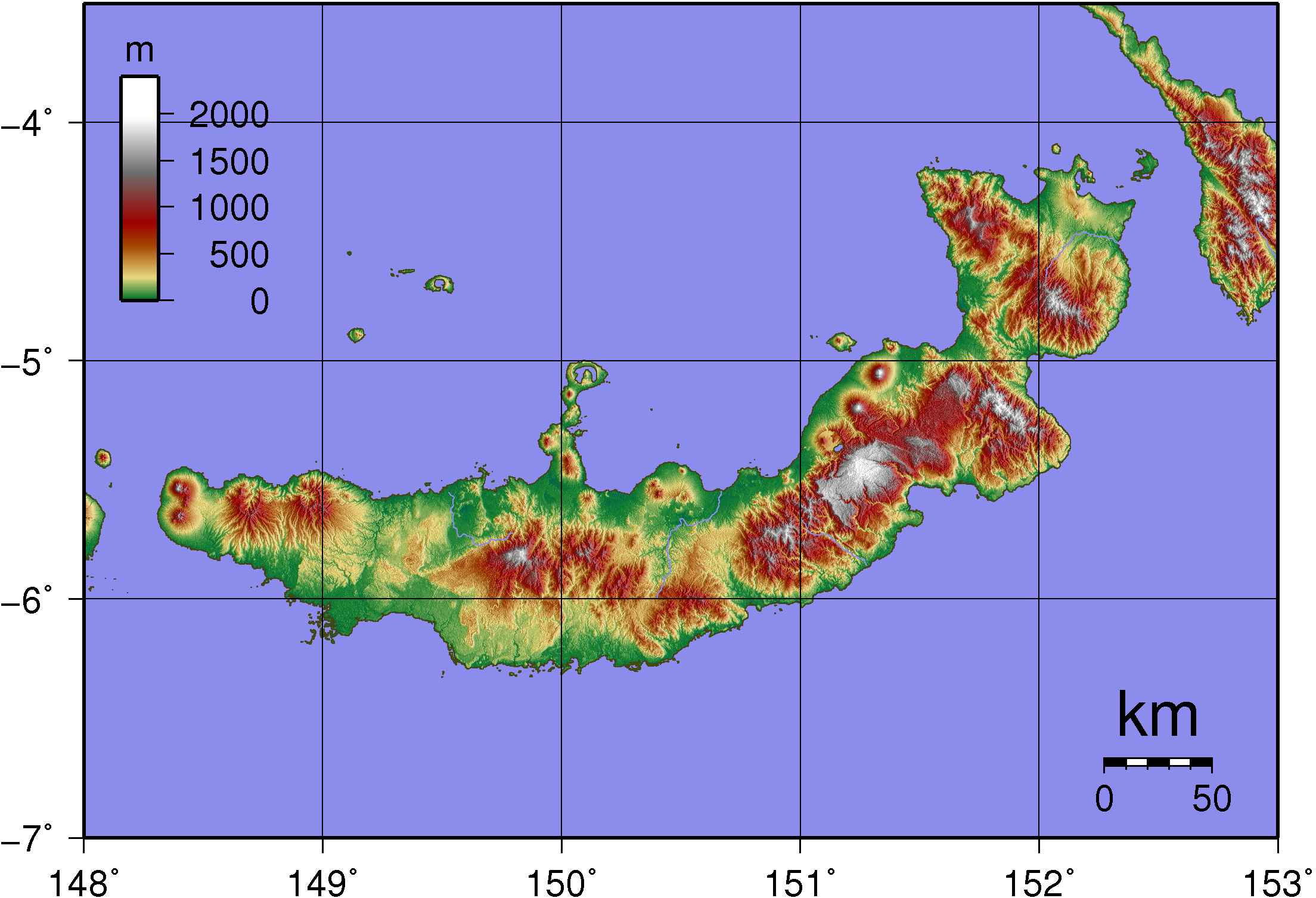
Topografia New Britain

## Legături externe
- Jane's Solomon Islands
- Australian War Memorial, Operations against German Pacific territories, 6 august 1914 – 6 November 1914.
- Hărți lingvistice ale insulei Noua Britanie